# Tyrannoscelio cerradensis
Tyrannoscelio cerradensis (лат.) — вид платигастроидных наездников из подсемейства Scelioninae. Южная Америка. Название происходит от экотипа места обитания (cerrado). Эндемики Южной Америки.

## Распространение
Южная Америка: Бразилия, Парагвай.

## Описание
Мелкие перепончатокрылые насекомые: длина тела 2—4 мм. Основная окраска коричневато-чёрная. От близких видов отличается следующими признаками: коричневато-жёлтой вершиной фронтального выступа головы, на котором у самок 13-14 округлых зубцов, 10 у самцов; скульптура вертекса сетчатая, внешний край жвал с 5 или 6 зубцами; нотаули развиты только в задней части мезоскутума; метаскутеллюм треугольный. Усики 12-члениковые. Нижнечелюстные щупики состоят из 4 сегментов, а нижнегубные — 2-члениковые. Формула члеников лапок: 5-5-5. Формула шпор голеней: 1-1-1. Отличаются строением головы, сильно выступающим вперёд фронтальным выступом и крупными вытянутыми мандибулами

## Таксономия
Вид был впервые описан в 2019 году в составе рода Tyrannoscelio американскими гименоптерологами Норманом Джонсоном (Калифорнийский университет в Риверсайде, Риверсайд, США), Лучиана Музетти (Университет штата Огайо, Коламбус, США) и канадским энтомологом Любомиром Маснером (Agriculture and Agri-Food Canada, Оттава, Канада).